# Stanislav Bohush
Stanislav Bogush (en ucraniano, Станiслав Олександрович Богуш) (25 de octubre de 1983, Zaporizhia, Unión Soviética) es un exfutbolista ucraniano que jugaba de portero.
Participó en las selección mayor de Ucrania, así como en las selecciones sub-21 y sub-19.

## Carrera
Bogush hizo su debut el 14 de marzo de 2004 con el Metalurh Zaporizhya, en un partido en casa contra Dnipro Dnipropetrovsk que terminó en un empate 0:0. Hizo su debut en Champions League con el Dínamo de Kiev, logrando la victoria con su equipo ante el Spartak de Moscú por 4-1.

### Honores
Después de jugar un partido fuera de casa el 3 de agosto de 2008 contra Zorya Lugansk, Bogusch fue nombrado por la UA-fútbol y por la revista Sport-Express en Ucrania (Спорт-экспресс в Украине) como el mejor portero de la tercera ronda.

### Dynamo Kiev
El 11 de agosto de 2008, Stanislav Bogusch firmó un contrato de cinco años con el Dínamo de Kiev, donde llenaría la vacante del equipo para la tercera ronda de clasificación de la Liga de Campeones de la UEFA contra el Spartak de Moscú.
Bogusch dio su debut en el Dínamo de Kiev contra su exequipo Metalurh Zaporizhya el 17 de agosto de 2008. En ese partido el Dínamo de Kiev ganó 2:0 y Bogusch hizo dos salvamentos. En poco tiempo reemplazó a Oleksandr Shovkovskiy como el portero principal del Dínamo.

## Internacional
Stanislav Bogusch ha jugado para las selecciones nacionales de Ucrania sub-19 y sub-21.
Después de varias actuaciones destacadas en la UEFA Champions League para el Dínamo, fue llamado a la selección nacional por primera vez para un partido de eliminatorias de la Copa del Mundo contra Croacia.

## Vida personal
Actualmente vive con su familia en Estados Unidos.

## Equipos
- FC Metalurh-2 Zaporizhya (2003-06)
- FC Metalurh Zaporizhya (2004-08)
- FC Dynamo Kiev (2008-13)
- Arsenal Kiev (2013)
- FC Vorskla Poltava (2014-2016)